# 레옹 발라스

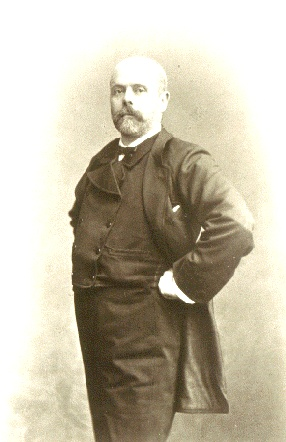
레옹 발라스

마리에스프리레옹 발라스(프랑스어: Marie-Esprit-Léon Walras, 프랑스어 발음: [valʁas], 1834년 12월 16일 ~ 1910년 1월 5일)는 프랑스의 수리경제학자이다. 한계효용 이론을 창시했으며, 일반균형 이론의 발달을 이끌었다. 오스트리아 출신의 경제학자 조지프 슘페터는 발라스를 모든 경제학자 중에서 가장 위대한 경제학자라고 평했다.

## 생애
레옹 발라스는 1834년 12월 16일 고등사범학교 출신의 철학 교수이자 아마추어 경제학자였던 오귀스트 발라스의 아들로 태어났다. 오귀스트 발라스는 전문적인 경제학자는 아니었고 학교 행정가였지만, 그의 경제학적 사고는 레옹 발라스에게 큰 영향을 끼쳤다.
1853년, 1854년에 두 차례로 에콜 폴리테크니크 입학 시험에서 떨어지고 파리 국립광업학교에 입학했지만 만족하지 않아 학업을 소홀히 한 탓에 낙제했다. 엘리트주의적 성향의 아버지는 레옹의 실패에 크게 실망했고, 아들에게 경제학에 종사할 것을 권유했다. 
그 뒤 은행에서 일을 하거나 저널리스트, 로맨스 소설 작가로 일하기도 했고, 철도 회사에서 사무원으로 일하기도 했다. 이후 1860년 스위스 로잔에서 열린 조세문제토론회에 참가했고, 이 인연으로 1870년 로잔 대학교의 신설 학과인 경제학과 교수로 임명되었다.
발라스는 그의 아버지와 같이 사회 개혁에도 관심이 있었다. 발라스는 토지의 가치는 항상 올라갈 것이며, 그 토지로부터 나오는 이자는 세금 없이 국가를 지탱할 만큼 충분하다고 믿었기 때문에 토지 국유화를 주장했다. 또한 발라스는 아버지의 학교 친구 오귀스탱 쿠르노의 영향도 받았다. 발라스는 쿠르노로부터 프랑스 합리주의의 영향을 받았고, 수리경제학에 대해 알게 되었다.
로잔 대학교 정치경제학 교수였던 발라스는 로잔 대학교 경제학 교수이자 후계자였던 빌프레도 파레토와 함께 한계주의의 분파인 로잔학파를 세웠다.
1892년 교수 자리에서 은퇴했으나 로잔 대학교 명예 교수로서 몽트뢰에서 계속해서 연구를 했다. 발라스의 대표작들의 대부분은 은퇴한 이후에 쓴 것들이다. 1896년에는 사회경제학 연구를, 1898년에는 응용 정치경제학 연구를 출판한다. 말년에는 파산 직전에 이르러 노벨 평화상을 받으려고도 했지만, 시어도어 루스벨트에 밀려 실패했다. 1910년 1월 5일에 몽트뢰에서 사망했다.

## 사상

### 한계효용 이론

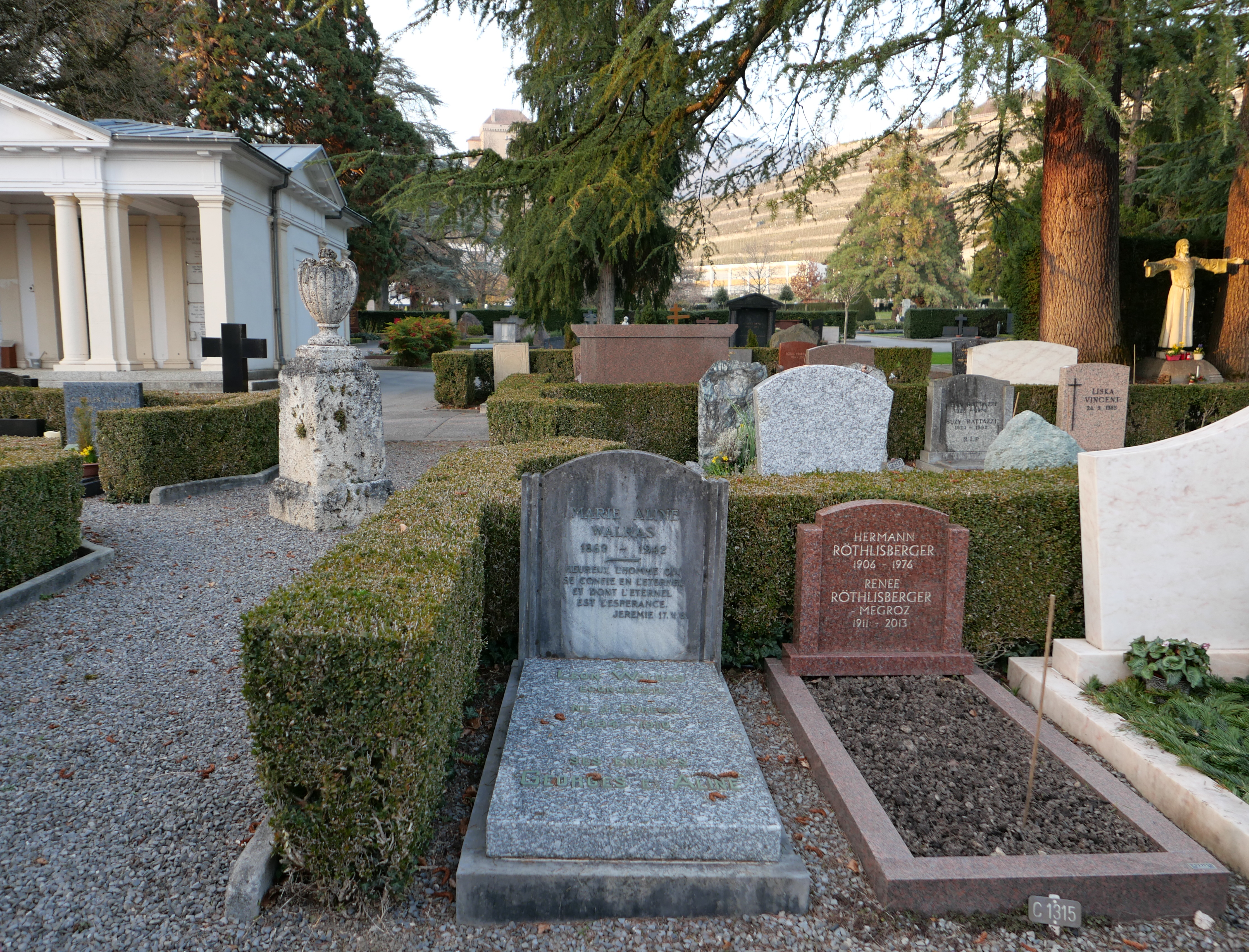
스위스 보주 클라렌스 묘지에 있는 발라스와 그의 딸 마리 알린(1869-1942)의 무덤.

발라스는 윌리엄 스탠리 제번스, 카를 멩거와 함께 한계효용 이론의 선구자로 여겨지지만, 서로 잘 아는 사이는 아니었다.

### 일반균형 이론
발라스는 1874년과 1877년에 《순수경제학요론》(Éléments d'économie politique pure)을 출판했고, 이는 곧 발라스를 일반균형 이론의 선구자로 만들어주었다. 발라스는 간단한 방정식에서 시작해서 점점 더 복잡한 식으로 설명하는 방식을 통해 균형 이론의 토대를 놓았다. 발라스는 또한 모든 시장에서 어떤 가격 체계 하에서도 총초과수요가치의 합은 항상 0이 된다는 발라스의 법칙을 주장했다.

## 저서

Théorie mathématique de la richesse sociale, 1883

- 《Éléments d’économie politique pure, ou théorie de la richesse sociale》 (순수경제학요론), 1874.
- 《Études d'économie sociale; Théorie de la répartition de la richesse sociale》 (사회경제학연구), 1896.
- 《Études d’économie politique appliquée; Théorie de la production de la richesse sociale》(응용정치경제학 연구), 1898.

이외 다수.

## 같이 보기
- 빌프레도 파레토
- 발라스의 법칙
- 한계효용
- 거시경제학
- 신고전파 경제학